# Boris Šprem
Boris Šprem (Koprivnički Bregi, 14. travnja 1956. – Houston, 30. rujna 2012.), bio je hrvatski političar, predsjednik 7. saziva Hrvatskoga sabora.
Diplomirani je pravnik, član SDP-a. Bio je savjetnik i imenovani dužnosnik u Hrvatskom saboru, potpredsjednik zagrebačke Gradske skupštine od 2000. do 2001., glavni tajnik Hrvatskog autokluba, predstojnik vladina Ureda za zakonodavstvo, član uprave Aurum osiguravajućeg društva, predstojnik Ureda predsjednika Republike, saborski zastupnik te gradski zastupnik u dva mandata. 
U sedmom sazivu Hrvatskog sabora imenovan je predsjednik. Prije toga obnašao je dužnost predsjednika Gradske skupštine Grada Zagreba.
Preminuo je u Houstonu 30. rujna 2012. godine od maligne bolesti krvožilnog sustava u 56. godini života. Iza sebe je ostavio suprugu Jasenku i sina Damjana. 
Predsjednik Josipović posmrtno ga je odlikovao Veleredom kraljice Jelene s lentom i Danicom. Pokopan je 4. listopada 2012. godine u Zagrebu. Sprovodne obrede uz druge svećenike predvodio je msgr. Mijo Gorski, zagrebački pomoćni biskup. Iako se deklarirao kao ateist, za vrijeme bolesti okrenuo se vjeri te na samrti tražio ispovijed i posljednju pomast.